# 陳安邦 (鄰水)
陳安邦（？年—1860年），四川鄰水縣人，清代將領。

## 生平[1][2]
歷任四川城守右營千總，咸豐五年賞戴花翎，以守備儘先補用，以都司儘先補用，以游擊留於江蘇補用，咸豐八年以參將儘先補用，以副將儘先補用，江南揚州營參將，咸豐九年加總兵銜，咸豐十年加提督銜，賞騎都尉兼一雲騎尉。